# Покрово-Инвалидная
Покро́во-Инвали́дная (разг. Покрово-Инвалид, реже Выгон) — слобода в Лебедянском районе Липецкой области России. Входит в состав Покрово-Казацкого сельсовета. Расположена на юге города Лебедяни и примыкает к нему вплотную.

## Топоним
Первая часть названия связана с ойконимом Покрово-Казацкая. Вторая — неясна.

## География
Находится на севере центральной части Липецкой области, в лесостепной зоне, в пределах северо-восточных отрогов Среднерусской возвышенности, на правом берегу реки Дон.

### Климат
Климат характеризуются как умеренно континентальный, с умеренно холодной продолжительной зимой и тёплым летом. Среднегодовая температура воздуха составляет 4,5 °С. Средняя температура воздуха самого холодного месяца (января) — −9,5 °C; самого тёплого месяца (июля) — 19,5 °C. Среднегодовое количество атмосферных осадков составляет 500 мм, из которых около 65 — 70 % выпадает в тёплый период. Преобладающими ветрами являются юго-западный, западный и северо-западный.

## История
Основана предположительно в 1920-х годах. В 1932 году здесь проживали 1037 человек.

## Население
| 2010 |
| ---- |
| 629  |

### Национальный состав
Согласно результатам переписи 2002 года, в национальной структуре населения русские составляли 94 % из 827 чел.

## Инфраструктура
Личное подсобное хозяйство с зоной сельскохозяйственного использования, индивидуальная застройка усадебного типа.
Дом культуры Лидер

## Транспорт
Остановки общественного транспорта.